# Asesinato de JonBenét Ramsey
El asesinato de JonBenét Ramsey fue un caso de homicidio de una modelo y reina de belleza infantil estadounidense de seis años de edad llamada JonBenét Ramsey (nacida el 6 de agosto de 1990), que ocurrió dentro de su casa familiar en Boulder, Colorado el 26 de diciembre de 1996. En la casa se encontró una larga nota de rescate escrita a mano. Su padre, John, encontró el cuerpo de la niña en el sótano de su casa unas siete horas después de haber sido denunciada como persona desaparecida. Había sufrido una fractura de cráneo por un golpe en la cabeza y había sido estrangulada; se encontró un garrote atado alrededor de su cuello. El informe de la autopsia declaró que la causa oficial de la muerte de JonBenét fue "asfixia por estrangulación asociada con trauma craneoencefálico". Su muerte fue catalogada como homicidio. El caso generó interés público. El crimen aún no se ha resuelto y sigue siendo una investigación abierta con el Departamento de Policía de Boulder. El caso ganó atención pública y de los medios de comunicación a nivel nacional, en parte porque su madre Patsy Ramsey (ella misma una ex reina de belleza) había inscrito a JonBenét en una serie de concursos de belleza infantil, además cuando no se presentaron cargos contra ningún sospechoso.
La policía de Boulder inicialmente sospechó que la nota de rescate había sido escrita por Patsy, y que la nota y la aparición del cuerpo de JonBenét habían sido organizadas por sus padres para encubrir el asesinato. En 1998, la policía y el fiscal de distrito (DA) dijeron que el hermano de JonBenét, Burke, que tenía nueve años en el momento de su muerte, no era sospechoso. Los padres de JonBenét dieron varias entrevistas televisadas, pero se resistieron al interrogatorio policial, excepto en sus propios términos. En octubre de 2013, documentos judiciales sin sellar revelaron que un gran jurado de 1999 había recomendado presentar cargos contra los Ramsey por permitir que la niña se encontrara en una situación amenazante. John y Patsy también fueron acusados de obstaculizar el procesamiento de una persona no identificada que había "cometido... el delito de asesinato en primer grado y abuso infantil con resultado de muerte". Sin embargo, el fiscal determinó que no había pruebas suficientes para llevar adelante una acusación exitosa.
En 2002, el sucesor del fiscal de distrito se hizo cargo de la investigación del caso de la policía y principalmente siguió la teoría de que un intruso había cometido el asesinato. En 2003, se descubrió que los rastros de ADN que se tomaron de la ropa de la víctima pertenecían a un hombre desconocido; cada uno de los ADN de la familia había sido excluido de esta coincidencia. El fiscal del distrito envió a los Ramsey una carta de disculpa en 2008, declarando que la familia estaba "completamente descartada" por los resultados del ADN. Otros, incluido el exjefe de la policía de Boulder, Mark Beckner, no estuvieron de acuerdo con exonerar a los Ramsey, y caracterizaron el ADN como una pequeña prueba que no se demostró que tuviera ninguna conexión con el crimen.: 11  En febrero de 2009, la policía de Boulder retiró el caso del fiscal del distrito y reabrió la investigación.
La cobertura de los medios nacionales e internacionales del caso se centró en la breve carrera de JonBenét en concursos de belleza, así como en la riqueza de sus padres y la evidencia inusual encontrada en el caso. Los informes de los medios cuestionaron cómo la policía manejó la investigación. Los familiares de Ramsey y sus amigos han presentado demandas por difamación contra varias organizaciones de medios.

## Biografía
JonBenét nació en el Northside Hospital, Atlanta, Georgia, el 6 de agosto de 1990, y se mudó junto a su familia a Colorado cuando tenía sólo un año de vida. Su nombre es la combinación del primer y segundo nombre del padre, John Bennett Ramsey (nacido el 7 de diciembre de 1943). Su hermano, llamado Burke (nacido el 27 de enero de 1987), era tres años mayor que ella.
Estaba matriculada en el Jardín de niños de la escuela primaria High Peaks en Boulder, Colorado.
El cuerpo de JonBenét fue encontrado el 26 de diciembre de 1996 en la residencia de su familia en Boulder. Fue enterrada en el Cementerio Saint James Episcopal ubicado en Marietta, Georgia, el 31 de diciembre. JonBenét fue sepultada junto a su media hermana Elizabeth Pasch Ramsey, quien había muerto en un accidente automovilístico casi cinco años antes a los 22 años.

## Padres
John Ramsey, su padre, en ese entonces era un hombre de negocios, presidente y jefe ejecutivo de Access Graphics, una compañía de servicios informáticos que posteriormente sería subsidiaria de Lockheed Martin. Su primer matrimonio terminó en divorcio en 1978. Los dos hijos adultos sobrevivientes de John (un hijo y una hija) vivían en otro sitio. En 1991, John se había mudado con su segunda esposa Patsy, quien fue reina de belleza en su juventud, obteniendo el título de Miss Virginia Occidental en 1977, y su familia a Boulder, donde se encontraba la sede de Access Graphics.
Su madre, Patricia «Patsy» Ramsey (nacida el 29 de diciembre de 1956 y fallecida el 24 de junio de 2006), presentó a JonBenét a numerosos concursos de belleza, financiando incluso algunos de los certámenes en los que su hija participaba, en la misma ciudad de Boulder. La niña obtuvo diversos títulos en concursos de belleza, incluyendo America's Royal Miss, Colorado State All-Star Kids Cover Girl, Little Miss Charlevoix Michigan, Little Miss Colorado, Little Miss Merry Christmas, Little Miss Sunburst y National Tiny Miss Beauty. Los medios de comunicación informaron sobre el papel activo de JonBenét en los concursos de belleza infantil y el comportamiento de "madre del concurso" de Patsy después del asesinato.
En el verano de 1997, aproximadamente seis meses después de la muerte de JonBenét, los Ramsey se mudaron a una nueva casa en Atlanta después de un verano en su retiro de vacaciones en Charlevoix, Míchigan al que planeaban ir después de Navidad de 1996. Patsy murió de cáncer de ovarios a los 49 años en 2006; fue enterrada junto a su hija e hijastra.

## El crimen

### La desaparición y la nota de rescate
Mr. Ramsey: Listen Carefully! We are a group of individuals that represent a small foreign faction. We respect your business, but not the country it serves.

At this time, we have your daughter in our possession. She is safe and unharmed and if you want her to see 1997, you must follow our instructions to the letter.
You will withdraw $118,000 from your account. $100,000 will be in $100 bills and the remaining $18,000 in $20 bills. Make sure that you bring an adequate size attache to the bank.
When you get home, you will put the money in a brown paper bag. I will call you between 8 and 10 a.m. tomorrow to instruct you on delivery. The delivery will be exhausting so I advise you to be rested. If we monitor you getting the money early we might call you early to arrange an earlier delivery of the money and hence a [sic] earlier pickup of your daughter.
Any deviation of my instructions will result in the immediate execution of your daughter. You will also be denied her remains for a proper burial. The two gentlemen watching over your daughter do not particularly like you so I advise you not to provoke them.
Speaking to anyone about your situation, such as police or F.B.I. will result in your daughter being beheaded. If we catch you talking to a stray dog, she dies. If you alert bank authorities, she dies. If the money is in way marked or tampered with, she dies. You can try to deceive us, but be warned we are familiar with law enforcement countermeasures and tactics.
You stand a 99% chance of killing your daughter if you try to outsmart us. Follow our instructions and you stand a 100% of getting her back. You and your family are under constant scrutiny, as well as the authorities.

Don't try to grow a brain John. You are not the only fat cat around so don't think that killing will be difficult. Don't underestimate us, John. Use that good, Southern common sense of yours. It's up to you now John! Victory! S.B.T.C.
Sr. Ramsey: ¡Escuche cuidadosamente!. Somos unos individuos que representamos a un pequeño grupo de residentes extranjeros. Respetamos sus negocios, pero no el país donde los desarrolla.

En este momento tenemos a su hija. Está sana y salva, y si usted desea que esté viva en 1997, debe seguir nuestras instrucciones al pie de la letra.
Retirará $118.000 de su cuenta. $100.000 serán en billetes de $100 y los $18.000 restantes en billetes de $20. Asegúrese de llevar un maletín del tamaño adecuado al banco.
Cuando llegue a casa, pondrá el dinero en una bolsa de papel marrón. Lo llamaré mañana, entre las 8 y las 10 de la mañana, para informarle sobre la entrega del dinero. La entrega será agotadora, así que le recomiendo que descanse. Si vemos que recoge el dinero temprano, podríamos llamarlo luego para arreglar una entrega anticipada del dinero, liberando tempranamente a su hija.
Cualquier desobediencia a mis instrucciones traerá como consecuencia la ejecución inmediata de su hija. Tampoco le serán entregados sus restos para darle un funeral apropiado. Le aconsejo que no provoque a los dos señores que guardan a su hija, pues usted no es de su gusto particularmente.
Si le cuenta a alguien sobre su situación, ya sea a la policía o el FBI, traerá como consecuencia la decapitación de su hija. Si lo vemos hablando con un vago, ella muere. Si alerta a las autoridades del banco, ella muere. Si el dinero está falsificado o intervenido de cualquier modo, ella muere. Puede intentar engañarnos, pero tenga en cuenta que estamos familiarizados con medidas policiales y tácticas.
Tiene un 99% de posibilidades de matar a su hija si trata de ser más astuto que nosotros. Siga las instrucciones y tendrá un 100% de posibilidades de tenerla de vuelta. Usted y su familia están bajo vigilancia constante, al igual que las autoridades.

No intente idear un plan, John. No es la única persona poderosa merodeando, así que no crea que matarla vaya a ser muy difícil. No nos subestime, John. Use ese buen sentido común de vosotros los sureños. ¡Todo depende de usted, John! ¡Victoria! S.B.T.C.

Según declaraciones que Patsy dio a las autoridades el 26 de diciembre de 1996, se dio cuenta de que su hija estaba desaparecida después de encontrar una nota de rescate escrita a mano de dos páginas y media en la escalera de la cocina en la residencia de Boulder de la familia Ramsey. La carta exigía US $ 118 000 ($ 194 714 en 2021). John señaló a la policía primero en la escena que la cantidad era casi idéntica a su bono de Navidad del año anterior, lo que sugería que alguien que tendría acceso a esa información estaría involucrado en el crimen. Los investigadores analizaron varias teorías detrás del monto en dólares exigido, considerando a los empleados de Access Graphics que pueden haber sabido del monto del bono anterior de John. También consideraron la posibilidad de que la demanda de rescate fuera una referencia al Salmo 118 y hablaron con fuentes religiosas para determinar la posible relevancia.
La nota de rescate era inusualmente larga. El FBI le dijo a la policía que era muy inusual que una nota de ese tipo se escribiera en la escena del crimen. La policía creyó que la nota estaba preparada, porque no tenía huellas dactilares a excepción de Patsy y las autoridades que la habían manejado. y porque incluía un uso inusual de signos de exclamación e iniciales. La nota y un borrador de práctica se escribieron con un bolígrafo y una libreta de la casa de Ramsey. Según un informe del Buró de Investigaciones de Colorado (CBI), "Hay indicios de que la autora de la nota de rescate es Patricia Ramsey". Sin embargo, la evidencia no llegó a una conclusión definitiva. Michael Baden, un patólogo forense certificado, que había consultado con ambos lados del caso, dijo que nunca había visto una nota como esa en sus 60 años de experiencia y que no creía que fuera escrita por un extraño externo.
Un tribunal federal dictaminó que era muy poco probable que Patsy escribiera la nota, citando a seis expertos certificados en caligrafía. El tribunal lamentó la existencia de expertos autoproclamados, sin credenciales, que intentan abrirse camino en el caso acusando a Patsy sin base científica.

### Llamada al 911 y búsqueda inicial de la niña
Las únicas personas que se sabía que estaban en la casa la noche de la muerte de JonBenét eran su familia inmediata: Patsy y John Ramsey y su hijo Burke. La nota de rescate contenía instrucciones específicas para no contactar a la policía y amigos, pero Patsy llamó a la policía a las 5:52 a. m. MST. También Patsy llamó a familiares y amigos. Dos policías respondieron a la llamada 9-1-1 y llegaron a la casa de Ramsey en tres minutos. Llevaron a cabo un registro superficial de la casa, pero no encontraron ninguna señal de entrada forzada.
El oficial Rick French fue al sótano y llegó a una puerta que estaba asegurada con un pestillo de madera. Se detuvo un momento frente a la puerta, pero se alejó sin abrirla. French explicó más tarde que estaba buscando una ruta de salida utilizada por el secuestrador, que la clavija interior cerrada descartó. El cuerpo de JonBenét fue encontrado más tarde detrás de la puerta.
Con JonBenét aún desaparecida, John hizo arreglos para pagar el rescate. Se envió un equipo de forenses a la casa. El equipo inicialmente creyó que la niña había sido secuestrada, y la habitación de JonBenét era la única habitación de la casa que estaba acordonada para evitar la contaminación de las pruebas. No se tomaron precauciones para evitar la contaminación de pruebas en el resto de la casa. Mientras tanto, amigos, defensores de las víctimas y el ministro de la familia Ramsey llegaron a la casa para mostrar su apoyo. Los visitantes recogieron y limpiaron superficies en la cocina, posiblemente destruyendo evidencia. La detective de Boulder Linda Arndt llegó alrededor de las 8:00 a. m. MST, en previsión de recibir más instrucciones del (los) secuestrador(es), pero nadie intentó reclamar el dinero.

### Descubrimiento del cuerpo
Ese mismo día, la detective de la policía de Boulder Linda Arndt le pidió a John Ramsey que registrara a fondo la casa, en busca de «algo inusual». El padre de la niña comenzó una búsqueda detallada junto con Fleet White, un amigo de la familia. En el sótano, ocho horas después de percatarse de su desaparición, John abrió la puerta con pestillo que el oficial French había pasado por alto y encontró el cuerpo de su hija en una de las habitaciones. El cuerpo de JonBenét tenía un cordón de nailon alrededor de sus muñecas y cuello, y su torso estaba cubierto por una sábana blanca, su boca cubierta con cinta adhesiva. John quitó la cinta adhesiva que cubría la boca del cadáver de su hija e intentó desatar la cuerda que tenía amarrada en los brazos, cosa que dificultó posteriormente el estudio de la escena del crimen. Esa noche las autoridades permitieron la remoción del cuerpo.
John recogió el cuerpo de la niña y lo llevó arriba. Cuando JonBenét fue trasladada, la escena del crimen se contaminó aún más y la evidencia forense crítica fue alterada para el equipo forense que regresó.
Cada uno de los Ramsey proporcionó muestras de escritura, sangre y cabello a la policía. John y Patsy participaron en una entrevista preliminar durante más de dos horas, y Burke también fue entrevistado dentro de las primeras semanas después de la muerte de JonBenét.

### La autopsia pruebas finales
La causa oficial de la muerte de JonBenét fue estrangulamiento, mediante un garrote que había sido confeccionado con una correa de nailon y el mango de una brocha. Su cráneo tenía una fisura de ocho pulgadas de longitud, como consecuencia de varias contusiones, y presentaba traumas cerebrales. La causa de muerte oficial fue asfixia por estrangulamiento, asociado con trauma cráneo-cerebral.> No hubo evidencia de violación convencional, aunque no se pudo descartar la agresión sexual. Aunque no se encontró semen, hubo evidencia de que había habido una lesión vaginal. En el momento de la autopsia, el patólogo registró que parecía que le habían limpiado el área vaginal con un paño. Su muerte se decretó como homicidio.
Un garrote que estaba hecho de un trozo de cuerda de nailon y el mango roto de un pincel estaba atado alrededor del cuello de JonBenét y aparentemente había sido utilizado para estrangularla. Parte del extremo de cerdas del pincel se encontró en una tina que contenía materiales de arte de Patsy, pero el tercio inferior nunca se encontró a pesar de que la policía registró la casa en los días posteriores.
La autopsia reveló un "material vegetal o frutal que puede representar una piña", que JonBenét había comido unas horas antes de su muerte. Fotografías de la casa tomadas el día en que se encontró el cuerpo de JonBenét muestran un cuenco de piña en la mesa de la cocina con una cuchara dentro. Sin embargo, ni John ni Patsy dijeron que recordaban haber puesto el cuenco sobre la mesa o haberle dado piña a JonBenét. La policía informó que encontraron las huellas dactilares del hermano de nueve años de JonBenét, Burke Ramsey, en el cuenco. Los Ramsey siempre han dicho que Burke durmió toda la noche hasta que lo despertaron varias horas después de que llegara la policía.: w186–87 

### Las pistas
Algunas pistas encontradas por los investigadores en la escena del crimen son:
- Una ligadura blanca y sintética (una soga o una cuerda) atada alrededor de su cuello, y otra pieza flojamente anudada a su muñeca derecha, sobre la manga de su camiseta.

- La cuerda alrededor de su cuello estaba enrollada en una barra de madera de diez centímetros, con la palabra «Korea» impresa en ella con tinta dorada. Una porción de otra palabra en la barra de madera fue ilegible.

- La barra de madera estaba quebrada irregularmente en ambos lados, y estaba cubierta con diversos colores de pintura y posiblemente barniz. La policía cree que la barra fue usada para apretar la cuerda alrededor del cuello de la niña.

- Algunos de sus cabellos estaba entrelazados con la soga del cuello.

- JonBenét estaba acostada de espaldas en el piso, cubierta por una sábana y una sudadera del equipo de hockey Colorado Avalanche. Cinta adhesiva de tela fue encontrada en su boca, de acuerdo con John Ramsey.

- Su cabeza estaba girada hacia la derecha y sus brazos estaban extendidos sobre su cabeza.

- Vestía una camiseta blanca de manga larga sin cuello, con una estrella plateada al centro decorada con lentejuelas. Además llevaba ropa interior blanca, y se encontraron manchas de orina en su ropa interior.

- Se encontró un dibujo de corazón hecho con tinta roja en la palma de su mano izquierda, además de un anillo en la mano derecha.[48]

### Muestras de sangre
En diciembre de 2003, los investigadores forenses extrajeron suficiente material de una muestra de sangre mixta encontrada en la ropa interior de JonBenét para establecer un perfil de ADN. Ese ADN pertenecía a un hombre desconocido y excluía el ADN de cada uno de los Ramsey. El ADN se envió al CoDIS FBI, una base de datos que contiene más de 1,6 millones de perfiles de ADN, pero la muestra no coincidió con ningún perfil en la base de datos. En octubre de 2016, un informe dijo que un nuevo análisis forense con técnicas más sensibles reveló que el ADN original contenía marcadores genéticos de dos personas distintas de JonBenét.
A. James Kolar, quien era un investigador principal de la oficina del fiscal del distrito, dijo que se encontraron rastros adicionales de ADN masculino en el cordón y el pincel que la fiscal de distrito de Boulder, Mary Lacy, no mencionó, y que había seis muestras de ADN separadas pertenecientes a individuos desconocidos que fueron encontrados por la prueba. La ex perfiladora del FBI Candice Delong cree que el ADN, habiendo aparecido de manera idéntica en varios lugares diferentes en múltiples superficies, pertenece al asesino. El exfiscal de distrito del condado de Adams, Colorado, Bob Grant, quien ha ayudado a la oficina del fiscal de distrito de Boulder en el caso durante muchos años, también cree que la evidencia de ADN es significativa, y dice que cualquier resolución del caso tendría que explicar cómo apareció el ADN en varias prendas de JonBenét. El patólogo forense Michael Baden dijo: "Se pueden depositar trazas de ADN en lugares y ropa de todos los medios diferentes y no sospechosos. No hay evidencia forense que demuestre que se trata de un asesinato extraño".

## Investigación
Expertos, comentaristas de los medios y los Ramsey han identificado posibles sospechosos en el caso. La policía de Boulder se centró inicialmente casi exclusivamente en John Patsy, pero para octubre de 1997 tenía más de 1.600 personas en su índice de personas de interés para el caso.
Los errores que se cometieron en la investigación inicial complicaron la resolución de la investigación y la teoría aplicable. Esos errores incluyeron pérdida y contaminación de evidencia, falta de personal técnico y experimentado en la investigación, evidencia compartida con los Ramsey y entrevistas informales demoradas con los padres.
Lou Smit era un detective que salió de su retiro a principios de 1997 para ayudar a la oficina del Fiscal de distrito del condado de Boulder con el caso. En mayo de 1998, presentó sus hallazgos a la policía de Boulder con otros miembros del personal de la Oficina del Fiscal del Distrito, y concluyó que las pruebas apuntaban en sentido contrario a los Ramsey. No pudieron desafiar con éxito la creencia del departamento de policía de que los Ramsey eran culpables. La oficina del fiscal del distrito trató de tomar el control de la investigación. Debido a la animosidad entre la policía y la oficina del fiscal, y la presión para obtener una condena, el gobernador de Colorado Roy Romer intercedió y nombró a Michael Kane como fiscal especial para iniciar un juicio.
Dos de los investigadores principales del caso tenían puntos de vista opuestos. Tanto Lou Smit como Steve Thomas finalmente renunciaron a Smit porque creía que la investigación había pasado por alto de manera incompetente la hipótesis del intruso, y Thomas porque la oficina del fiscal del distrito interfirió y no apoyó la investigación policial del caso.
Se convocó a un gran jurado a partir del 15 de septiembre de 1998 para considerar acusar a los Ramsey de los cargos relacionados con el caso. En 1999, el gran jurado devolvió un proyecto de ley verdadero para acusar a los Ramsey de poner a la niña en riesgo de una manera que la llevó a la muerte y de obstruir una investigación de asesinato, basado en el estándar de causa probable aplicado en dichos procedimientos del juicio. Pero el fiscal de distrito del condado de Boulder, Alex Hunter, no los procesó porque no creía que pudiera cumplir con el estándar más alto de prueba de culpabilidad más allá de una duda razonable que se requiere para una condena penal.
Mary Lacy, la próxima fiscal de distrito del condado de Boulder, se hizo cargo de la investigación de la policía el 26 de diciembre de 2002. En abril de 2003, estuvo de acuerdo con un juez federal que participó en un caso de difamación en 2002 en que las pruebas de la demanda son "más coherentes con la teoría de que un intruso asesinó a JonBenét que con la teoría de la señora Ramsey". El 9 de julio de 2008, la oficina del Fiscal de Distrito de Boulder anunció que, como resultado de técnicas de prueba y muestreo de ADN recientemente desarrolladas (análisis de ADN táctil), los miembros de la familia Ramsey fueron excluidos como sospechosos en el caso. Lacy exoneró públicamente a los Ramsey.
El 2 de febrero de 2009, el jefe de policía de Boulder, Mark Beckner, anunció que Stan Garnett, el nuevo fiscal de distrito del condado de Boulder, entregaría el caso a su agencia y que su equipo reanudaría la investigación. Garnett encontró que el estatuto de limitaciones para los crímenes identificados en el proyecto de ley verdadero del gran jurado de 1999 había expirado y no prosiguió con la revisión del caso contra los Ramsey.
En octubre de 2010, la policía de Boulder reabrió el caso sin resolver. Se realizaron nuevas entrevistas tras una nueva investigación de un comité que incluía a investigadores estatales y federales. Se esperaba que la policía utilizara la última tecnología DNA en su investigación. No se obtuvo nueva información de esas entrevistas. En septiembre de 2016 se informó que la investigación sobre la muerte de JonBenét sigue siendo un caso de homicidio activo, según el jefe de policía de Boulder, Greg Testa.
En 2015, Beckner no estuvo de acuerdo con exonerar a los Ramsey, afirmando: "Es absurdo exonerar a cualquiera basándose en una pequeña prueba que aún no se ha demostrado que esté relacionada con el crimen". También afirmó que el ADN desconocido de la ropa de JonBenet "tiene que ser el foco de la investigación" en este momento y que, hasta que se pueda probar lo contrario, el sospechoso es el donante [sic] de ese ADN desconocido ". En 2016, Gordon Coombes, un ex investigador de la oficina del fiscal de distrito del condado de Boulder, también cuestionó la absolución total de los Ramsey, afirmando: "Todos derramamos ADN todo el tiempo dentro de las células de nuestra piel. Puede depositarse en cualquier lugar y en cualquier momento para varios razones, razones que son benignas. Limpiar a alguien solo con la premisa de tocar el ADN, especialmente cuando tienes una situación en la que la escena del crimen no era segura al principio... realmente es una exageración". Steven E. Pitt, un psiquiatra forense contratado por las autoridades de Boulder, dijo: "La exoneración pública de Los Ramsey por parte de Lacy fue una gran bofetada para el Jefe Beckner y el grupo central de detectives que habían estado trabajando en el caso durante años".

## Teorías y sospechosos

### Las sospechas hacia sus familiares

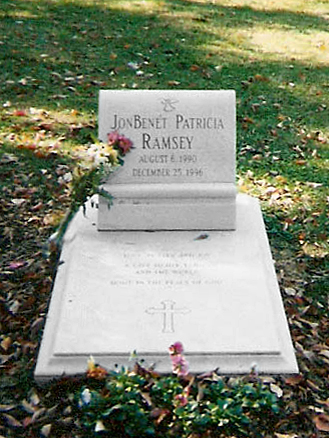
Tumba de JonBenét ubicada en el cementerio Saint James Episcopal en Marietta, Georgia, Estados Unidos.

Desde el comienzo de la investigación, llamó la atención de las autoridades la actitud defensiva que habían adoptado los padres de JonBenét. También consideraron extraña la contratación de dos abogados criminalistas, un investigador privado y el experto en relaciones públicas Pat Korten.
Asimismo, su hermano Burke, quien siempre había vivido a la sombra de su famosa hermana, se consideró sospechoso, a pesar de que en el momento del asesinato tenía tan solo nueve años. Esto a raíz de un posible resentimiento que podría albergar; no obstante, quienes lo conocían aseguraban que fue siempre introvertido y tímido, y el hecho de no ser el centro de atención no le agraviaba en lo más mínimo, según consta en la página web oficial. Aunque la familia aseguró que ambos chicos tenían una buena relación, en el verano de 1994, Burke golpeó accidentalmente a JonBenét con un palo de golf en el rostro mientras jugaba a batear. La mejilla izquierda de la menor tuvo que ser reconstruida por un cirujano plástico. Otro indicio que ayudaría a culpar al niño es una frase que le habría dicho a su psicóloga, Suzanne Bernhard, trece días después de morir su hermana: «Ahora estoy recuperando mi vida». Por último, trascendió que después del asesinato, Burke pasaba todo el día llorando y mirando un vídeo donde aparecía JonBenét en uno de sus tantos concursos de belleza. La policía intentó entrevistar a Burke Ramsey nuevamente en septiembre de 2010, según L. Lin Wood, un destacado abogado de libelo (difamación) a quien la familia Ramsey contrató en 1999. En 2012, se publicó el libro Facción extranjera: ¿quién secuestró realmente a JonBenet?, De A. James Kolar, ex investigador del fiscal de distrito del condado de Boulder, Lacy. El libro descarta la teoría del intruso y propone escenarios de la participación de la familia Ramsey en la muerte de JonBenét. A mediados de octubre de 2013, un juez dictaminó que el fiscal del distrito debe demostrar por qué la acusación debe permanecer sellada. The Denver Post (un periódico hermano del Daily Camera) publicó un editorial en el que pedía que se reabriera el caso.
Aunque batallaron durante años, John y Patsy nunca pudieron zafarse de la condena social que los medios de comunicación se encargaron de difundir. La revista Vanity Fair, por ejemplo, aseguró que la niña había fallecido mientras sus padres practicaban, junto a ella, un juego sexual que se escapó de control, cosa que nunca ha podido ser comprobada. Una teoría similar planteó el médico forense y escritor Cyril Wecht en la edición del 12 de enero de 1997 del tabloide Globe que causó controversia, entre otras cosas, porque el artículo incluía explícitas fotografías del informe policial del caso.
Finalmente, en el año 2003, la justicia consideró que las pruebas halladas en la escena del crimen no eran suficientes para culpar a sus familiares, resultando éstos exonerados.
Hay dos tipos de teorías sobre la muerte de JonBenét. Uno es la teoría del miembro de la familia. La policía de Boulder se concentró inicialmente casi exclusivamente en los padres, John y Patsy Ramsey. Según Gregg McCrary, un perfilador jubilado del FBI, "estadísticamente, es una probabilidad de 12 a 1 que sea un miembro de la familia o un cuidador" quien esté involucrado en el homicidio de un niño. La policía no vio evidencia de una entrada forzada, pero sí vieron evidencia de la puesta en escena del crimen, como la nota de rescate. No encontraron a los Ramsey cooperando para ayudarlos a resolver la muerte de su hija. Los Ramsey habían dicho que su desgana se debía a su temor de que no hubiera una investigación completa para los intrusos, y que serían seleccionados apresuradamente como los sospechosos clave en el caso, según el Daily Camera.
Una teoría es que Patsy golpeó a JonBenét en un ataque de rabia después de un episodio de enuresis y la estranguló para encubrir lo que había sucedido, después de pensar erróneamente que ya estaba muerta. Sin embargo, Patsy no tenía un historial conocido de ira incontrolada. El hermano de JonBenét dijo más tarde: "No nos pegaron, nada de eso, nada parecido, nada parecido a ponernos un dedo encima, y mucho menos matar a su hijo".
En teoría, el estrangulamiento podría haber sido un aspecto de "pista falsa" para ocultar otros elementos del asalto y asesinato.
Burke, que tenía nueve años en el momento de la muerte de JonBenét, fue entrevistado por los investigadores al menos tres veces. Las dos primeras entrevistas no plantearon ninguna preocupación sobre él. Una revisión realizada por un psicólogo infantil indicó que parecía que los Ramsey tenían "relaciones familiares saludables y afectuosas". En 1998, el jefe de policía de Boulder, Mark Beckner, dijo durante una entrevista con un reportero de noticias que Burke Ramsey no estuvo involucrado en el asesinato de su hermana. En mayo de 1999, la oficina del fiscal de distrito del condado de Boulder reiteró que Burke Ramsey no era sospechoso. Los investigadores nunca lo habían considerado sospechoso.
Los Ramsey ofrecieron una recompensa de $ 100,000 en un anuncio de periódico con fecha del 27 de abril de 1997. Tres días después, más de cuatro meses después de que se encontró el cuerpo de su hija, se sometieron por primera vez a entrevistas formales separadas en el Centro de Justicia del Condado de Boulder.
En 1999, el gobernador de Colorado, Bill Owens, se pronunció y le dijo a la pareja Ramsey que "dejaran de esconderse detrás de sus abogados, dejen de esconderse detrás de su firma de relaciones públicas".
Un gran jurado de Colorado votó en 1999 para acusar a los padres. La acusación citaba "dos cargos cada uno de abuso infantil" y dijo que los padres "permitieron ilegal, consciente, imprudente y criminalmente que un niño fuera colocado irrazonablemente en una situación que representaba una amenaza de daño para la vida o la salud del niño, lo que resultó en la muerte de JonBenét Ramsey, una niña menor de seis años ".
Entre los expertos que testificaron en el caso se encontraban el especialista en ADN Barry Scheck y el experto forense Henry Lee. El 13 de octubre de 1999, Alex Hunter, quien era el fiscal de distrito en ese momento, se negó a firmar la acusación, diciendo que las pruebas eran insuficientes para el procesamiento. El público pensó que la investigación del gran jurado no había sido concluyente. En 2002, expiró el plazo de prescripción de los cargos del gran jurado.
El voto del gran jurado para acusar formalmente a los Ramsey no se reveló públicamente hasta el 25 de octubre de 2013, cuando se publicaron documentos judiciales previamente sellados.
El caso de: JonBenét Ramsey, un programa transmitido en CBS el 18 y 19 de septiembre de 2016, utilizó un grupo de expertos para evaluar la evidencia. El grupo teorizó que Burke golpeó a su hermana en la cabeza con un objeto pesado (posiblemente una linterna) después de que ella le robó un trozo de piña de su cuenco, quizás sin la intención de matarla. Sugirieron que la carta de rescate era un intento de encubrir las circunstancias de la muerte de JonBenet. En nombre de Burke Ramsey, su abogado presentó demandas por difamación contra CBS, los productores del programa y varios de sus participantes, basándose en muchas de sus afirmaciones.

### Teoría del intruso
La segunda teoría es la teoría del intruso. La policía y los fiscales siguieron pistas de intrusos en parte debido a la marca de bota no identificada que quedó en la sala del sótano donde se encontró el cuerpo de JonBenét.
Los primeros sospechosos incluyeron al vecino Bill McReynolds, que interpretó a Santa Claus; Linda Hoffmann-Pugh, ex ama de llaves de la familia, y un hombre llamado Michael Helgoth, quien murió en un aparente suicidio poco después de la muerte de JonBenét. Se realizaron cientos de pruebas de ADN para encontrar una coincidencia con el ADN recuperado durante su autopsia.
Lou Smit, un detective del caso, evaluó las pruebas y concluyó que un intruso había cometido el crimen. La noche en que JonBenét fue asesinada, había dos ventanas que se dejaron ligeramente abiertas para permitir que pasaran los cables eléctricos por donde pasaran las luces navideñas exteriores, una ventana rota en el sótano y una puerta sin llave. La teoría de Smit era que alguien entró en la casa de los Ramsey a través de la ventana rota del sótano. Esto ha sido criticado porque había una telaraña intacta en la ventana del sótano. La rejilla de acero que cubría la ventana también tenía telarañas intactas, y el follaje alrededor de la rejilla no había sido perturbado. También había telarañas en las huellas de varias ventanas, y algunos alféizares tenían polvo y escombros. Smit creía que el intruso sometió a JonBenét usando una pistola paralizante y la llevó al sótano. JonBenét fue asesinada y se dejó una nota de rescate. La teoría de Smit fue apoyada por el exagente del FBI John E. Douglas, que había sido contratado por la familia Ramsey.  Creyendo que los Ramsey eran inocentes, Smit renunció a la investigación el 20 de septiembre de 1998, cinco días después de que se reuniera el gran jurado contra los Ramsey. Si bien ya no es un investigador oficial del caso, Smit continuó trabajando en él hasta su muerte en 2010.
Stephen Singular, autor del libro Presunto culpable: una investigación sobre el caso JonBenét Ramsey, los medios y la cultura de la pornografía (2016), se refiere a las consultas con especialistas en delitos cibernéticos que creen que JonBenét, debido a su belleza experiencia en el concurso, podría haber atraído la atención de pornógrafos infantiles y de pedófilos.
Se determinó que había habido más de 100 robos en el vecindario de los Ramsey en los meses previos al asesinato de JonBenét. Había 38 delincuentes sexuales registrados que vivían a menos de dos millas (3 km) a la redonda de la casa de los Ramsey. En 2001, el exfiscal del condado de Boulder Trip DeMuth y el detective del alguacil del condado de Boulder Steve Ainsworth declararon que debería haber una investigación más agresiva de la teoría del intruso.
Una de las personas que Smit identificó como sospechoso fue Gary Howard Oliva, quien fue arrestado por "dos cargos de intento de explotación sexual de un niño y un cargo de explotación sexual de un niño" en junio de 2016, según el informe del diario Daily Camera Boulder. Oliva, un delincuente sexual registrado, fue identificado públicamente como sospechoso en un episodio de octubre de 2002 de 48 horas investiga.
El asesinato de JonBenet: la verdad revelada, transmitida por la cadena A&E el 5 de septiembre de 2016, concluyó que un hombre no identificado fue responsable de la muerte de JonBenét, según el análisis forense de ADN de la evidencia. En el documental, el experto en ADN y científico forense Lawrence Kobilinsky declaró que "un hombre no identificado cometió este crimen".
La oficina del fiscal de distrito que investiga pedófilos le indicó al exfiscal de Denver Craig Silverman que la oficina del fiscal de distrito siguió la teoría del intruso. Los Ramsey desarrollaron una relación con la fiscal de distrito Mary Lacy y su oficina, que fue criticada por autoridades como la alcaldesa de la ciudad, Leslie L Durgin. Silverman dijo: "Una vez que haya admitido la posibilidad de un intruso, no veo cómo se podría procesar con éxito a ningún Ramsey". Gordon Coombes se unió a la oficina como investigador bajo Lacy cuando estaban probando la ropa de JonBenét en busca de ADN táctil. También dijo que Lacy apoyó firmemente la teoría del intruso y habló al respecto con el personal. Aunque no estuvo directamente involucrado en el caso, dijo que le dijeron que no expresara su oposición a la teoría porque podría perder su trabajo. "Parecía extraña toda la premisa de... este intento de influir en toda la agencia", afirmó.

## Falsa confesión
Alexis Valoran Reich, maestro de escuela primaria de 41 años, fue arrestada en Bangkok, Tailandia, el 15 de agosto de 2006 cuando confesó falsamente haber asesinado a JonBenét. Anteriormente se la conocía como John Mark Karr, antes de salir del armario como mujer transgénero. Afirmó que la había drogado, agredido sexualmente y asesinado accidentalmente.  Según CNN, "las autoridades también dijeron que no encontraron ninguna evidencia que vincule a [Reich] con la escena del crimen".
En su confesión, Reich había proporcionado solo hechos básicos que eran de conocimiento público y no proporcionó detalles convincentes. Se puso en duda su afirmación de que había drogado a JonBenét porque la autopsia indicó que no se encontraron drogas en su cuerpo. Las muestras de ADN que se tomaron de Reich no coincidían con el ADN encontrado en el cuerpo de JonBenét.
El 26 de octubre de 2006, Reich envió un correo electrónico a Bill Hammons de Bill's List en busca de un agente literario que ayudara a "publicar un manuscrito que algunos podrían encontrar controvertido".
Más tarde, Reich envió correos electrónicos con numerosos seudónimos, incluidos Daxis the Conqueror, Drk Prnz y Alexis. Más tarde, Reich cambió su nombre legal a Alexis Valoran Reich (o Delia Alexis Reich, según su licencia de conducir de Washington) después de declararse mujer trans. Sin embargo, esto fue negado por Samantha Spiegel (quien obtuvo una orden de restricción de Reich), quien alegó que Reich solo tenía la intención de someterse a cirugía de reasignación de género para acercarse a las niñas más jóvenes en un culto sexual llamado "Los Inmaculados".
El 11 de enero de 2019, el criminal convicto Gary Oliva se declaró culpable de la muerte Ramsey. Lo informó DailyMailTV al revelar en exclusiva unas cartas escritas por Oliva a un excompañero de la secundaria, llamado Michael Vail. Las misivas, escritas desde la prisión, decían: «Nunca amé a nadie como amé a JonBenét, pero la dejé escapar, le partí la cabeza y la vi morir. Fue un accidente». En otra carta, describió la «piel hermosa y resplandeciente y el cuerpo divino de Dios» de la niña.

## Demandas por difamación
Lin Wood, abogado de la familia Ramsey, inició demandas de difamación contra varias personas y empresas que habían informado sobre el caso, a partir de 1999. Ellos demandaron a la revista Star y a su empresa matriz, A360media en nombre de su hijo en 1999. Los Ramsey y sus amigos han presentado demandas por difamación contra varios medios de comunicación no identificados. En 2001 se presentó una demanda por difamación contra los autores y el editor de JonBenét: Inside the Ramsey Murder Investigation (2000). La demanda contra Don Davis, Steven Thomas y St. Martin's Press se resolvió extrajudicialmente al año siguiente.
John y Patsy Ramsey fueron demandados en dos juicios por difamación derivados de la publicación de su libro, La muerte de la inocencia (2001). Estas demandas fueron interpuestas por dos personas nombradas en el libro que, al parecer, habían sido investigadas por la policía de Boulder como sospechosas en el caso. Los Ramsey fueron defendidos en esas demandas por Lin Wood y otros tres abogados de Atlanta, James C. Rawls, Eric P. Schroeder y S. Derek Bauer. Obtuvieron la desestimación de ambas demandas. La jueza del Tribunal de Distrito de EE. UU. Julie Carnes concluyó posteriormente que las "abundantes pruebas" del caso de asesinato apuntaban a que un intruso había cometido el crimen.
En noviembre de 2006, Rod Westmoreland, amigo de John Ramsey, presentó una demanda por difamación contra un internauta anónimo que había publicado dos mensajes en foros de Internet utilizando el seudónimo "undertheradar" en los que implicaba a Westmoreland en el asesinato.
Durante una entrevista en septiembre de 2016 con CBS Detroit y en el programa de televisión documental El Caso de: JonBenét Ramsey programa de televisión documental, el patólogo forense Werner Spitz acusó a Burke Ramsey de matar a su hermana. El 6 de octubre de 2016, Burke presentó una demanda por difamación contra Spitz. Burke y sus abogados, entre los que se encuentra Lin Wood, solicitaron un total de 150 millones de dólares en daños punitivos y compensatorios. Wood dijo que también presentaría una demanda contra la CBS a finales de octubre de 2016.
El 28 de diciembre de 2016, los abogados de Burke Ramsey presentaron una demanda civil adicional que acusaba a la CBS, a la productora Critical Content LLC y a siete expertos y consultores de difamación. Pedían 250 millones de dólares en daños compensatorios y 500 millones en daños punitivos.
En enero de 2018, un juez denegó la moción de CBS para desestimar y se permitió que la demanda prosiguiera. En enero de 2019, Wood anunció que la demanda judicial había sido resuelta “para satisfacción de todas las partes”.

## JonBenét Ramsey en la cultura popular
En la quinta temporada de la serie South Park —específicamente en el episodio «Butters' Very Own Episode»— se da a entender que los padres de JonBenét fueron quienes la asesinaron. En 2011, diez años después de la emisión de dicho capítulo, los creadores de la serie, Trey Parker y Matt Stone, dieron una entrevista a The New York Times donde se mostraron arrepentidos por la forma en que retrataron a John y Patsy Ramsey.
En 2012, el artista Forrest Avery Carney (Mr.Kitty), publicó una canción titulada 'Destroy Me', en cuya portada estaba la misma JonBenét, con una máscara de gato.
En 2016, Jason Lapeyre dirigió el telefilm "¿Quién mató a JonBenét?" Que dramatizaba la historia sobre el asesinato de la JonBenet intercalando grabaciones originales y documentos policiales.
El documental Casting JonBenet, dirigido por Kitty Green en 2017, muestra la audición de un grupo de actores para interpretar a los Ramsey en una dramatización del crimen.
En 2019, en la décima segunda temporada de la serie mexicana La rosa de Guadalupe fue transmitido el episodio «Muñequita de Porcelana», también basado en la historia de JonBenét.